# NRP Arpão (S161)
Le NRP Arpão (« harpon » en portugais), pennant number S161, est un sous-marin de classe Tridente de la marine portugaise. 

## Historique
Sa livraison provisoire du sous-marin à l’État portugais a été effectuée le 22 décembre 2010 et la livraison finale le 28 avril 2011.
Le 7 mai 2023, il est en escale dans la base sous-marine de Rio de Janeiro au Brésil. C'est la première fois qu'un sous-marin portugais navigue au sud de l'équateur.
Entre avril et juin 2024, il est le premier sous-marin portugais à avoir navigué sous la banquise de l'océan arctique,.